# Wang Ruowang
Wang Ruowang (en chino:王若望， 8 de febrero de 1918 - 19 de diciembre de 2001) escritor chino, fue disidente del régimen político de su país . Tras su muerte, el dalái lama lo definió como "El luchador por la libertad"